# Juan Navia Roque
Juan Navia Roque (Almendralejo, 22 de septiembre de 1945-Madrid, 4 de septiembre de 2022) fue un médico anestesiólogo español. Jefe del Departamento de Anestesiología, Reanimación y Cuidados Intensivos en el Hospital General Universitario Gregorio Marañón (HGUGM) en Madrid (1991-2015). Durante su trayectoria profesional, ocupó importantes cargos de gestión como Director médico asistencial en el HGUGM (1995-1998) y Presidente de la Comisión Nacional de la Especialidad de Anestesiología, Reanimación y T. del dolor (2005-2013).Tuvo un papel destacado durante los atentados del 11 de marzo de 2004, como responsable del protocolo asistencial con los heridos.

## Biografía
Nació en la localidad pacense de Almendralejo (1945). Tras su licenciatura en la Universidad de Sevilla (1972) realizó la especialización en dos instituciones médicas de Montreal (Canadá): el Instituto de Cardiología y el Centre Hospitalier Universitaire Sainte-Justine. Posteriormente se doctoró en la Universidad de Sevilla (1985), con la tesis Valoración clínica y experimental de la circulación extracorporea pulsada en la cirugía de la aorta descendente dirigida por Sebastián García Díaz. Completó su formación con un máster en Bioética en la Universidad Pontificia de Comillas.
De regreso a España, se trasladó a Madrid, donde desarrolló su labor médica trasladando su experiencia y conocimientos a la mejora de los cuidados anestesiológicos en cirugía cardiaca. Fue nombrado Jefe del Departamento de Anestesiología, Reanimación y Cuidados Intensivos en el Hospital General Universitario Gregorio Marañón - HGUGM (1991-2015). En esos años ocupó diversos cargos de gestión: Director médico asistencial del HGUGM (1995-1998) y presidente de la Comisión Nacional de la Especialidad (CNE) de Anestesiología, Reanimación y Tratamiento del dolor (2005-2013).Durante su presidencia, la CNE de Anestesiología elaboró un nuevo programa de la especialidad, se acreditaron numerosas nuevas unidades docentes, y lideró el grupo de trabajo de unificación de las especialidades de Medicina Intensiva y Anestesiología promovido por el Ministerio de Sanidad, que presentó un documento conjunto confirmando la viabilidad del proyecto. También colaboró de forma activa a partir del año 2000 con el doctor Ramón Peyró en la constitución y desarrollo de la Sección de Cuidados Intensivos de la Sociedad Española de Anestesiología, fundamental en la expansión de los cuidados intensivos de Anestesia en España.
Compatibilizó su actividad médica en el HGUGM con su actividad docente en la Facultad de Medicina de la Universidad Complutense de Madrid.Completó su formación con un máster en Bioética en la Universidad Pontificia de Comillas y dedicó tiempo y esfuerzo en la enseñanza práctica de la atención al paciente crítico al final de la vida.
Tuvo un papel destacado durante los Atentados del 11 de marzo de 2004, como responsable del protocolo asistencial que se aplicó en el HGUGM, donde era Director Asistencial. Tiempo después, difundió su experiencia y buen hacer en diversas conferencias, en las que explicó cómo actuar en situaciones de catástrofe. Desde entonces, diversos profesionales le pidieron asesoramiento ante similares situaciones trágicas.